# Polonia we Francji
Polonia we Francji – jedna z najstarszych i najliczniejszych społeczności polskich w Europie.
We Francji mieszka ponad milion osób pochodzenia polskiego, głównie w Nord-Pas-de-Calais w okolicach Lille, Lens i Valenciennes. Są to przede wszystkim potomkowie Polaków, którzy przyjechali pracować tu w kopalniach węgla.
Najbardziej znanymi przedstawicielami polskiej społeczności we Francji są: Fryderyk Chopin, Maria Skłodowska-Curie, Adam Mickiewicz, Walery Wróblewski, Jarosław Dąbrowski, Olga Boznańska, Zygmunt Lubicz-Zaleski, Józef Czapski, Jerzy Giedroyc, Zofia Hertz, Aleksander Chodźko, Roman Polanski, Raymond Kopa, Ludovic Obraniak, Edward Gierek (dorastał we Francji) i Matt Pokora.

## Historia

### Rewolucja Francuska i Wojny Napoleońskie
W tym czasie wielu Polaków osiedlało się we Francji, co było związane z represjami zaborców i nadziejami jakie wielu pokładało w Napoleonie. W czasach jego rządów, na początku XIX wieku, do Francji wyemigrowało około 100 000 Polaków. Wielu z nich walczyło w armii francuskiej i legionach polskich, jak na przykład Józef Poniatowski czy Ludwik Mateusz Dembowski. Po klęsce Napoleona duża część jego polskich żołnierzy postanowiła pozostać we Francji.

### Wielka Emigracja(1831–1870)

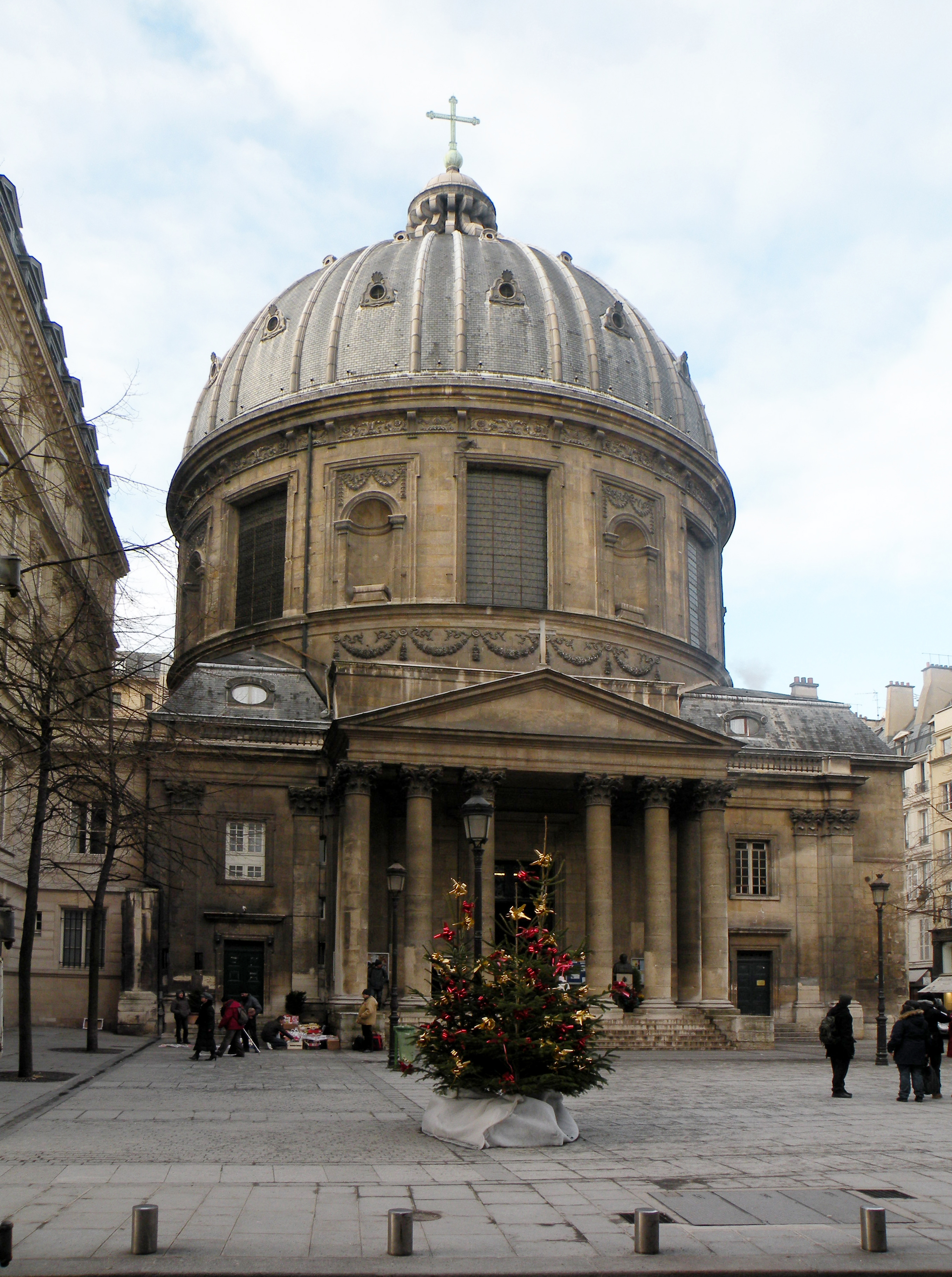
Kościół Notre Dame de l’Assomption w Paryżu, administrowany przez Polaków od 1884 r.

Wraz z upadkiem powstania listopadowego i nasileniem się represji rosyjskich wielu Polaków i to nie tylko uczestników powstania, decydowało się na opuszczenie kraju. Emigranci ci często wybierali Francję, która uchodziła za kraj najbardziej Polakom przyjazny. W czasie Wielkiej Emigracji do Francji udało się wielu wybitnych twórców kultury, polityków i uczonych. Około 2/3 emigrantów polistopadowych osiadło we Francji. Pierwszy spis emigrantów polskich we Francji z 1839 zawierał nazwiska 3472 osób.
Najważniejszymi polskimi ugrupowaniami politycznymi działającymi w tym okresie we Francji był Hotel Lambert kierowany przez księcia Adama Jerzego Czartoryskiego i Towarzystwo Demokratyczne Polskie. Prowadziły one intensywną działalność w celu pozyskania dla sprawy polskiej opinii publicznej i rządów w Europie Zachodniej, wpływały na ruch spiskowy w kraju.
Siedziba rodziny Czartoryskich – Hôtel Lambert na Wyspie św. Ludwika w Paryżu – stała się głównym centrum aktywności konserwatywnego skrzydła polskiej emigracji oraz ośrodkiem kulturalnym, w którym bywali artyści polscy i francuscy: Franz Liszt, Adam Mickiewicz, Zygmunt Krasiński, Eugène Delacroix, George Sand i in. Kilka utworów Fryderyka Chopina, stałego bywalca Hôtel Lambert, zostało skomponowanych w związku z odbywającymi się tam balami charytatywnymi na rzecz ubogich emigrantów.
Założone w 1832 Towarzystwo Historyczno-Literackie miało za cel nieustanne nagłaśnianie sprawy polskiej na forum europejskim, podejmowanie zadań społecznych i naukowych. Jego członkami byli najważniejsi przedstawiciele Wielkiej Emigracji, m.in. Adam Jerzy Czartoryski, Ludwik Plater, Adam Mickiewicz, Joachim Lelewel, Fryderyk Chopin, Juliusz Słowacki, Karol Kniaziewicz.
Założona w 1838 roku przez polskich patriotów Biblioteka Polska w Paryżu, m.in. Adama Jerzego Czartoryskiego, Juliana Ursyna Niemcewicza i Adama Mickiewicza od roku 1853 ma swoją siedzibę w budynku przy quai d’Orléans 6 na Wyspie św. Ludwika, kupionym ze składek emigrantów. Przez dziesięciolecia była jedną z najważniejszych instytucji polskich działających na emigracji, do dziś ze względu na swoje zbiory pozostaje bardzo istotnym miejscem dla badań nad historią Wielkiej Emigracji i związkami polsko-francuskimi.
Potrzeba przekazania kultury i języka polskiego dzieciom emigrantów urodzonym we Francji doprowadziła do powstania w 1842 polskiej „Szkoły Batignolles”. Atmosferę i wysoki poziom dwujęzycznego nauczania szkoła zawdzięczała wielu wybitnym członkom polskiej emigracji. Napoleon III dekretem z 8 kwietnia 1869 przyznał jej status instytucji użyteczności publicznej. Od 1874 roku szkoła znajduje się na rue Lamandé, w 17 dzielnicy Paryża.
Polacy odegrali dużą rolę w walkach rewolucyjnych w Europie 1848–49. Ich uczestnikami byli zarówno ludzie Wielkiej Emigracji, jak i emigranci, którzy opuścili kraj po załamaniu się prób powstańczych z 1846 i 1848 (rewolucja krakowska 1846, Wiosna Ludów 1848–49). Polacy odegrali poważną rolę w Komunie Paryskiej (generałowie Jarosław Dąbrowski i Walery Wróblewski).

### Okres międzywojenny[3]
Przed I wojną świat. pracowało we Francji ok. 10 tys. Polaków. W okresie międzywojennym miała miejsce następna duża fala migracji do Francji. Tym razem miała ona przyczyny gospodarcze. Po 1918 w odrodzonej Polsce nastąpił silny wzrost demograficzny, podczas gdy wykrwawiona wojną Francja, ze względu na duże straty w ludności, dotkliwie odczuwała brak siły roboczej (zginęło 1,5 mln Francuzów, a 4 mln zostało kalekami).

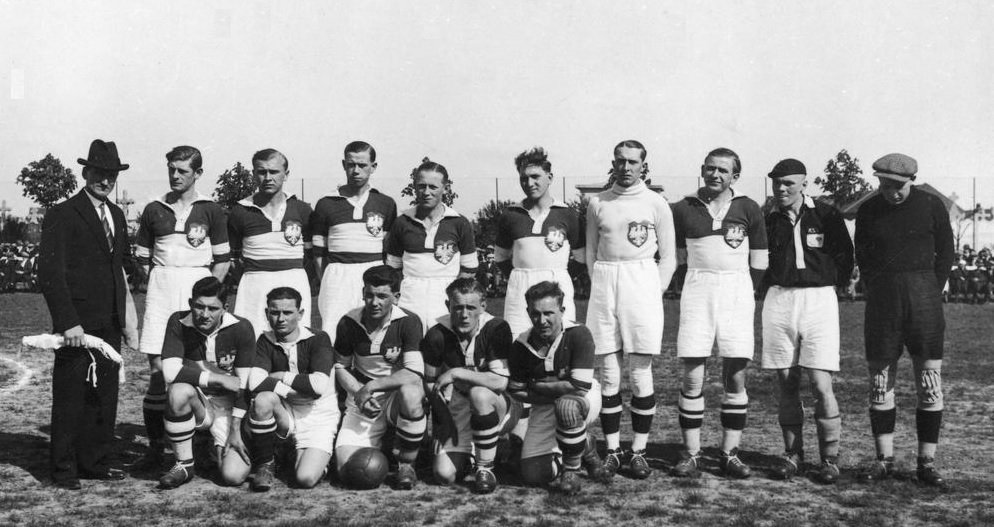
Reprezentacja Polskiego Związku Piłki Nożnej we Francji w 1939 roku

3 września 1919 roku oba kraje podpisały porozumienie o warunkach wyjazdów polskich robotników do Francji i powołały Francuską Misję Robotniczą w Częstochowie, Poznaniu i Warszawie. Pomiędzy 1920 i 1923 rokiem wyjechało do Francji 500 tys. ludzi, z których 250 tys. osiadło w Nord-Pas-de-Calais, 40 tys. w Lotaryngii, 40 tys. Pikardii oraz centralnej Francji.
Dla większości emigrantów droga do Francji przechodziła przez miejscowość Toul w Lotaryngii. Specyficzną grupę stanowili tzw. „Westfalczycy” wywodzący się ze Śląska, Poznania i Mazur, którzy przybyli do Zagłębia Ruhry po 1871 i nabyli obywatelstwo niemieckie. Po odzyskaniu niepodległości wielu z nich wróciło do Polski, a znaczna część wyjechała do Francji przyjmując obywatelstwo francuskie. W 1923 po zajęciu Ruhry przez Francję nowa fala ponad 100 tysięcy „Westfalczyków” przybyła do tego kraju.
W latach dwudziestych największe skupiska polskich emigrantów znajdowały się w Nord-Pas-de-Calais, Lotaryngii, Pikardii oraz w centralnej Francji. W 1931 roku Polonia licząca ok. 500 000 osób stanowiła drugą grupę etniczną po społeczności włoskiej. Polscy robotnicy, przybywający do Francji z rodzinami, znajdowali zatrudnienie głównie jako pracownicy w górnictwie, hutnictwie, przemyśle i rolnictwie. W rolnictwie znalazło zatrudnienie ok. 20% polskich pracowników. Około 36% francuskich górników było z pochodzenia Polakami. Oceniano, że wydajność polskiego robotnika przewyższała o 20% wydajność robotnika francuskiego.
Pomimo uzyskanych praw i wolności wyznania gwarantowanych przez polską konstytucję z 1921 roku, również ludność pochodzenia żydowskiego masowo opuściła Polskę i stanowiła 15% emigrantów z Polski. Społeczność żydowska zarówno z Polski, jak i z innych krajów Europy Wschodniej i Centralnej skupiła się głównie w Paryżu w dzielnicach Marais (Saint-Paul nazwano „Pletzl” od słowa w jidisz oznaczającego mały plac), Belleville oraz w 19. i 20. Była to grupa bardzo zróżnicowana, składająca się z jednej strony z osób przywiązanych do tradycji religijnych, a z drugiej z działaczy socjalistycznych. Francja była postrzegana jako kraj azylu, mimo narastającego antysemityzmu lat trzydziestych.
Polonia francuska zorganizowana była w liczne stowarzyszenia kościelne, oświatowe, społeczne, kulturalne, sportowe, charytatywne i towarzyskie, których centralną instytucją na całą Francję była Rada Naczelna. Najaktywniej spośród tych stowarzyszeń działał Związek Robotników Polskich w Lille. Pomocą społeczną zajmowały się tzw. Opieki. Ponieważ ówczesne ustawodawstwo francuskie nie zezwalało pracownikom cudzoziemskim tworzyć własnych organizacji związkowych, przy Confédération Générale du Travail działał Sekretariat Polski, pełniąc rolę koordynatora sekcji polskich przy francuskich zrzeszeniach zawodowych. Sekcje te powstały w 1924 roku i szybko zyskały licznych członków.
Szkolnictwo polskie zorganizowane było w formie oddziałów przy szkołach francuskich. Placówek tych istniało ok. 300. Nauczyciele polscy skupiali się w Związku Polskiego Nauczycielstwa we Francji. Ważną rolę odegrał Janusz Antoni Wiącek, który był przez pewien czas prezesem Związku. W Lille istniał ponadto Uniwersytet Robotniczy. Prasę polonijną reprezentowało kilkanaście czasopism, z których najpoważniejszym był „Narodowiec”, wychodzący w Lens w nakładzie kilkunastu tysięcy egzemplarzy. W 1924 roku utworzono Polski Związek Piłki Nożnej we Francji.
Kryzys gospodarczy we Francji w latach trzydziestych spowodował, że wielu polskich członków związków zawodowych oraz działaczy lewicy zostało wydalonych z tego kraju.

### II wojna światowa
Po klęsce wrześniowej 1939 do Francji napłynęła emigracja wojenna. 9 września 1939 przystąpiono do formowania polskiej armii we Francji. Po klęsce wrześniowej we Francji przebywały polskie władze wojskowe i państwowe (rząd Rzeczypospolitej Polskiej na uchodźstwie z Władysławem Sikorskim na czele). Polskie wojsko sformowane we Francji uczestniczyło w wojnie obronnej w maju 1940. Po klęsce Francji, polscy żołnierze ewakuowali się do Wielkiej Brytanii by kontynuować walkę. Równocześnie blisko 20 tys. Polaków z Poznańskiego i Łódzkiego zostało przesiedlonych przez Niemców do Alzacji i Lotaryngii.
W czasie nazistowskiej okupacji Francji, na jej terenie powstał polski ruch oporu. Organizacja ta nazywała się Polska Organizacja Walki o Niepodległość (Organisation Polonaise de Lutte pour l’Indépendance) w skrócie P.O.W.N. Została ona założona 6 września 1941 roku przez polskiego konsula generalnego Aleksandra Kawałkowskiego (pseudonim „Justyn”) w porozumieniu z polskim rządem na uchodźstwie w Londynie i była drugą najliczniejszą siatką ruchu oporu we Francji. Współpracując z francuskimi grupami, brała udział w walkach akcjach dywersyjnych wymierzonych w Niemców. Polski rząd stworzył też na terenie Francji pierwszą i największą siatkę wywiadowczą na zachodzie (Réseau F2).
Oprócz POWN na terenie Francji działały także inne polskie grupy. W 1941 byli działacze PPS założyli grupy Orzeł Biały i Organizacja S, które działały głównie na północy Francji. Jedną z ważniejszych była formacja złożona z byłych żołnierzy Brygady Jarosława Dąbrowskiego, którzy wcześniej brali udział w Hiszpańskiej Wojnie Domowej w ramach Brygad Międzynarodowych, podporządkowana partii komunistycznej. Od 1944 POWN, podlegająca rządowi londyńskiemu była zobligowana do współpracy z polskimi komunistami. Współpraca ta nie układała się zbyt dobrze, dochodziło do wielu konfliktów.

### Po II wojnie światowej

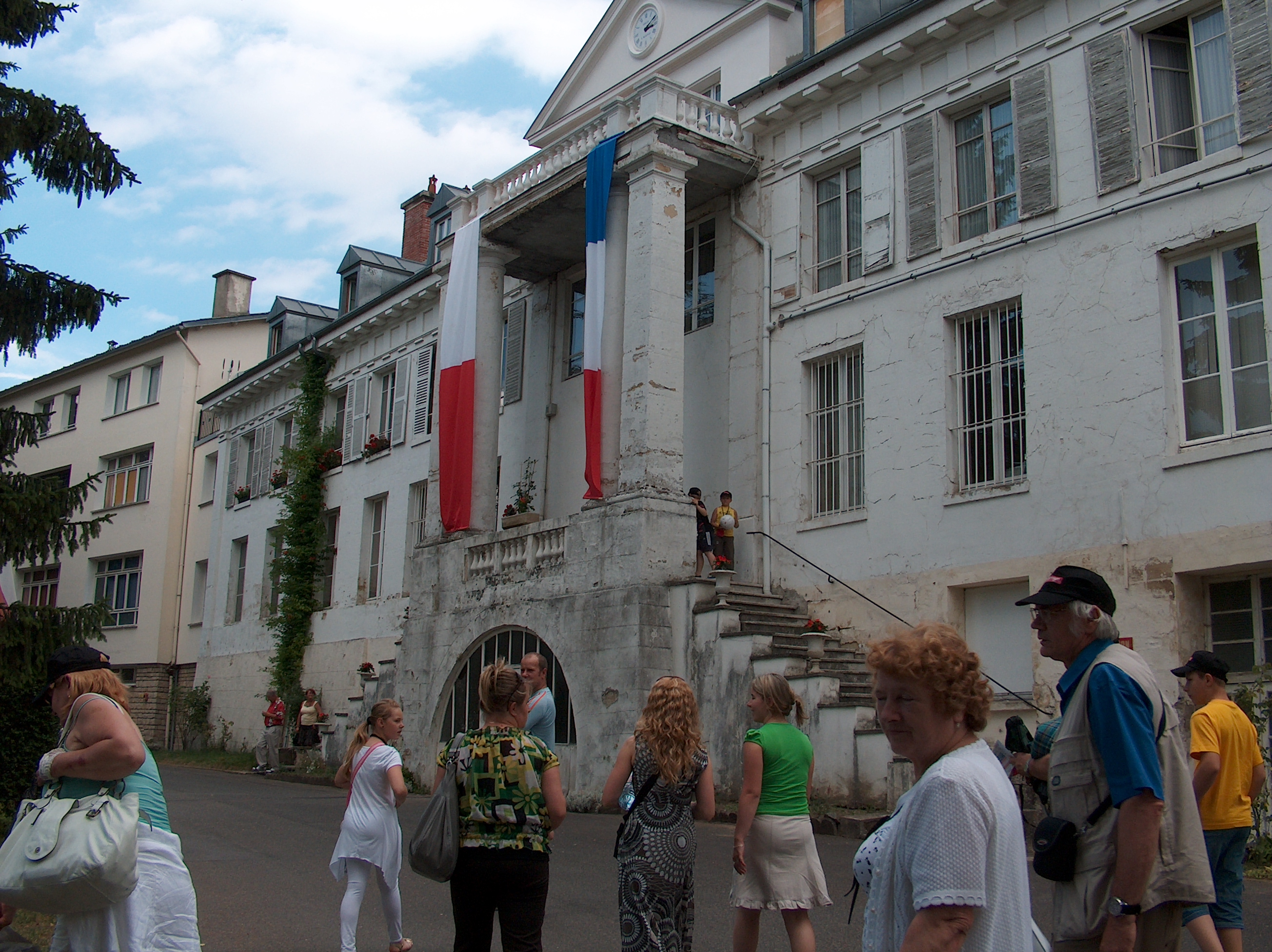
Polonijny Zjazd Katolicki w Osny pod Paryżem, 2009

Po przejęciu przez komunistów władzy w Polsce i na skutek bardzo szeroko zakrojonej agitacji, wielu Polaków mieszkających we Francji zdecydowało się na powrót do ojczyzny (podobnie jak na przykład Ormianie, którzy wracali do Armeńskiej Socjalistycznej Republiki Radzieckiej).
Z samej Polski natomiast do Francji migrowali byli żołnierze Armii Krajowej, Narodowych Sil Zbrojnych i innych organizacji represjonowanych przez komunistów.
Dziś w samym Paryżu żyje od 100 000 do 200 000 Polaków, są to nie tylko potomkowie starych migracji, ale także ludzie, którzy przyjechali do Francji stosunkowo niedawno w poszukiwaniu pracy. Miastami, do których obecnie migrują Polacy są Paryż, Arles, Marsylia i Perpignan.
Wielu prominentów francuskich ma polskie korzenie, co widać po noszonych przez nich nazwiskach. Współcześnie najbardziej znanymi Francuzami polskiego pochodzenia są: politycy Michel Poniatowski, Nathalie Kosciusko-Morizet, przywódca związkowy Henri Krasucki i założyciel Fraternité Notre Dame, ruchu skupiającego tradycjonalistycznych katolików, biskup Jean-Marie Kozik oraz piłkarze Ludovic Obraniak, Timothée Kołodziejczak, Sylvain Legwinski i Damien Perquis.

## Kościoły i związki wyznaniowe
Dla Polonii, wiernych kościoła rzymskokatolickiego odbywają się msze w języku polskim. W języku polskim odbywają się również spotkania religijne innych wyznań (m.in. Świadków Jehowy).

## Wybrane postacie Polonii francuskiej

### do 1795 r.

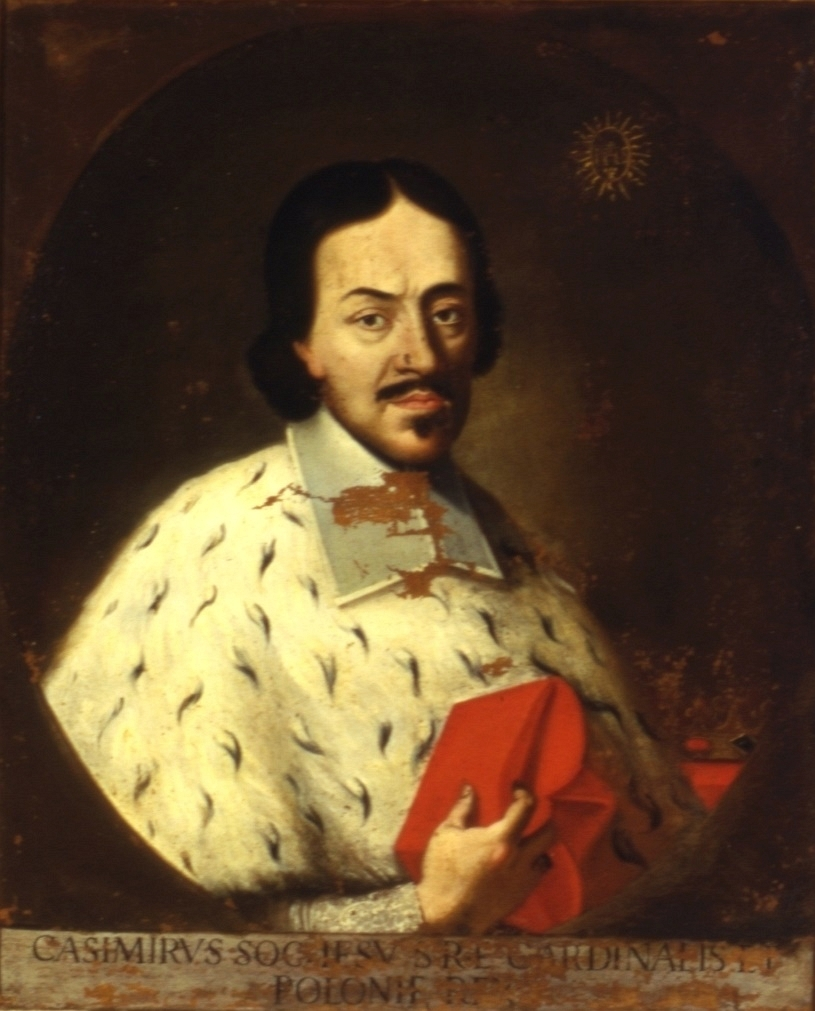
Jan II Kazimierz Waza
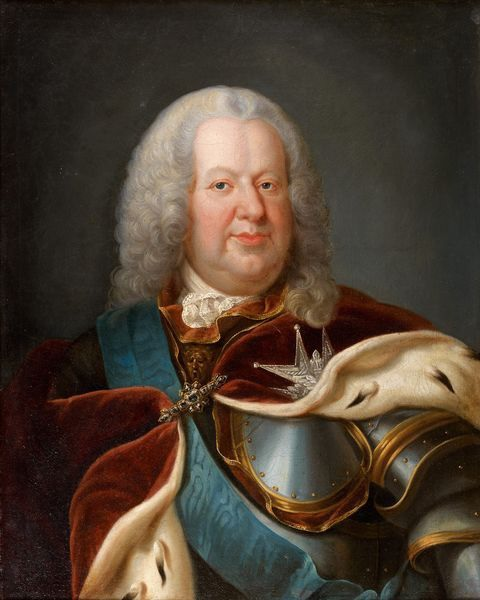
Stanisław Leszczyński
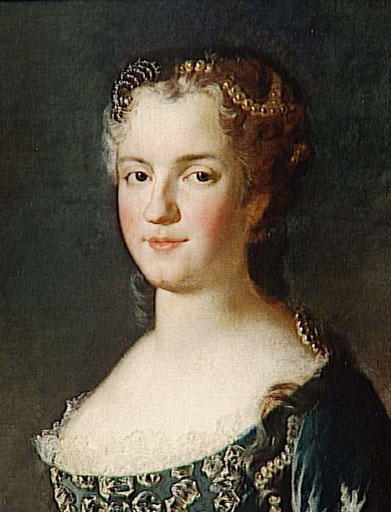
Maria Leszczyńska
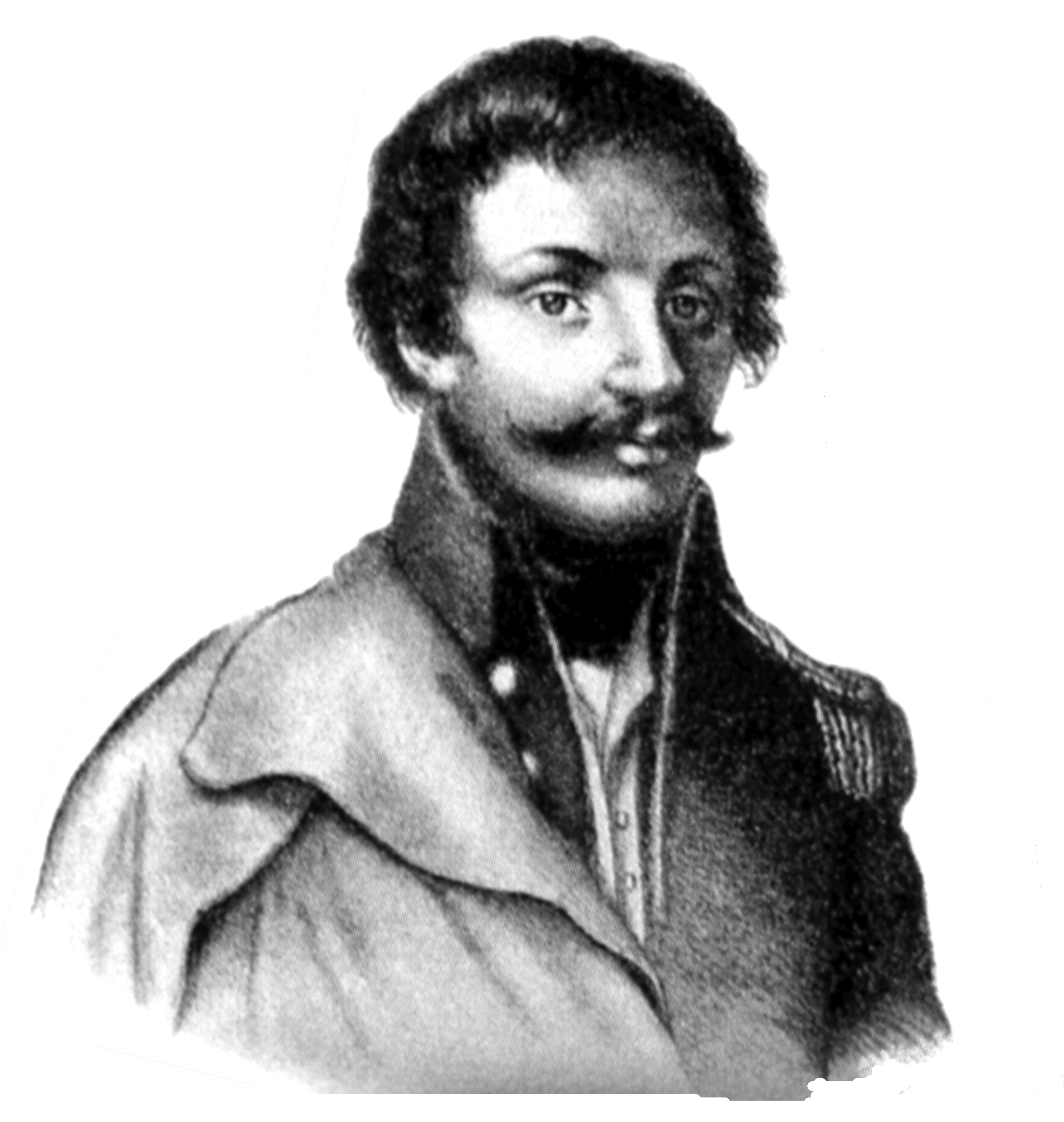
Władysław Jabłonowski

### 1795-1918

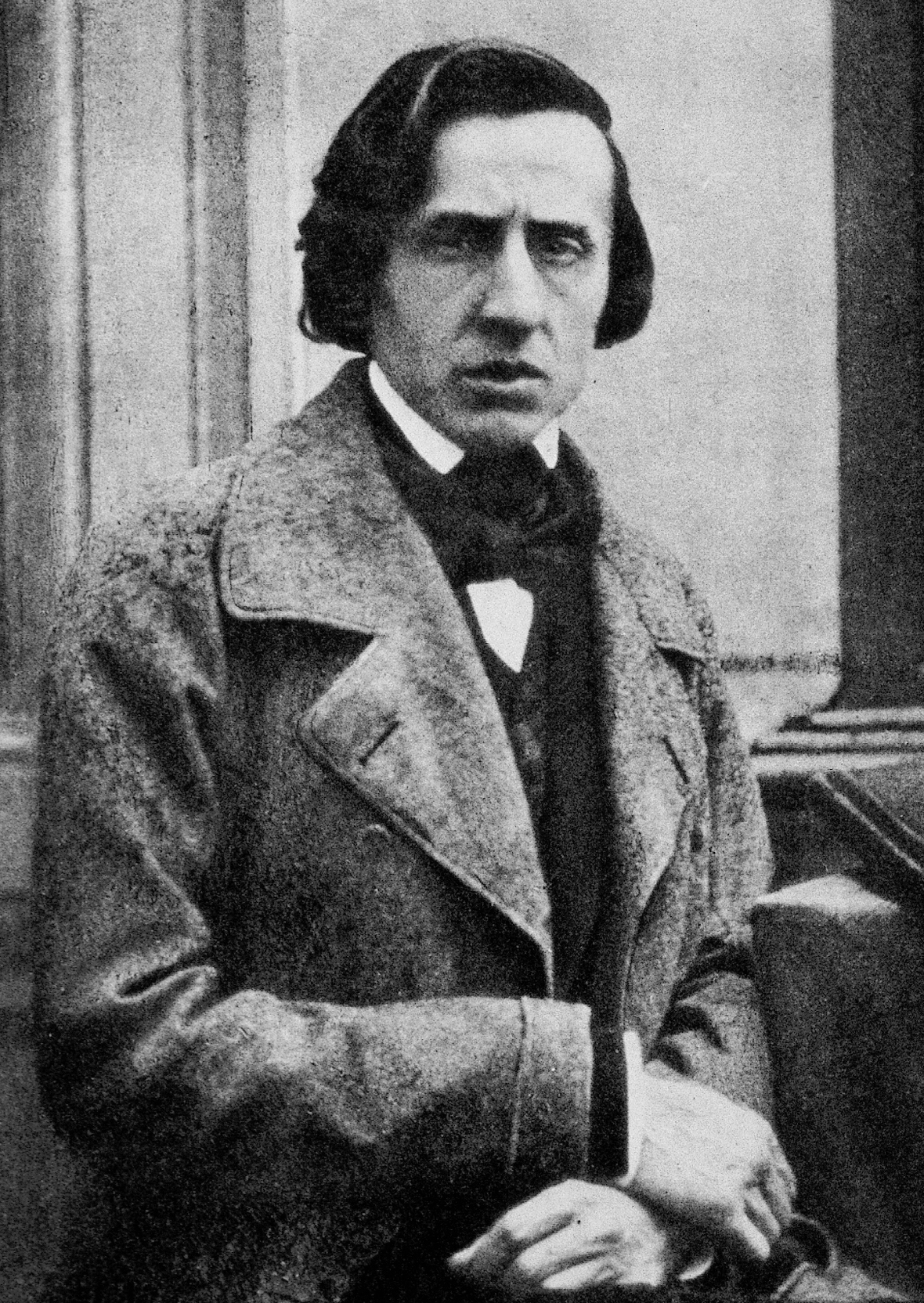
Fryderyk Chopin
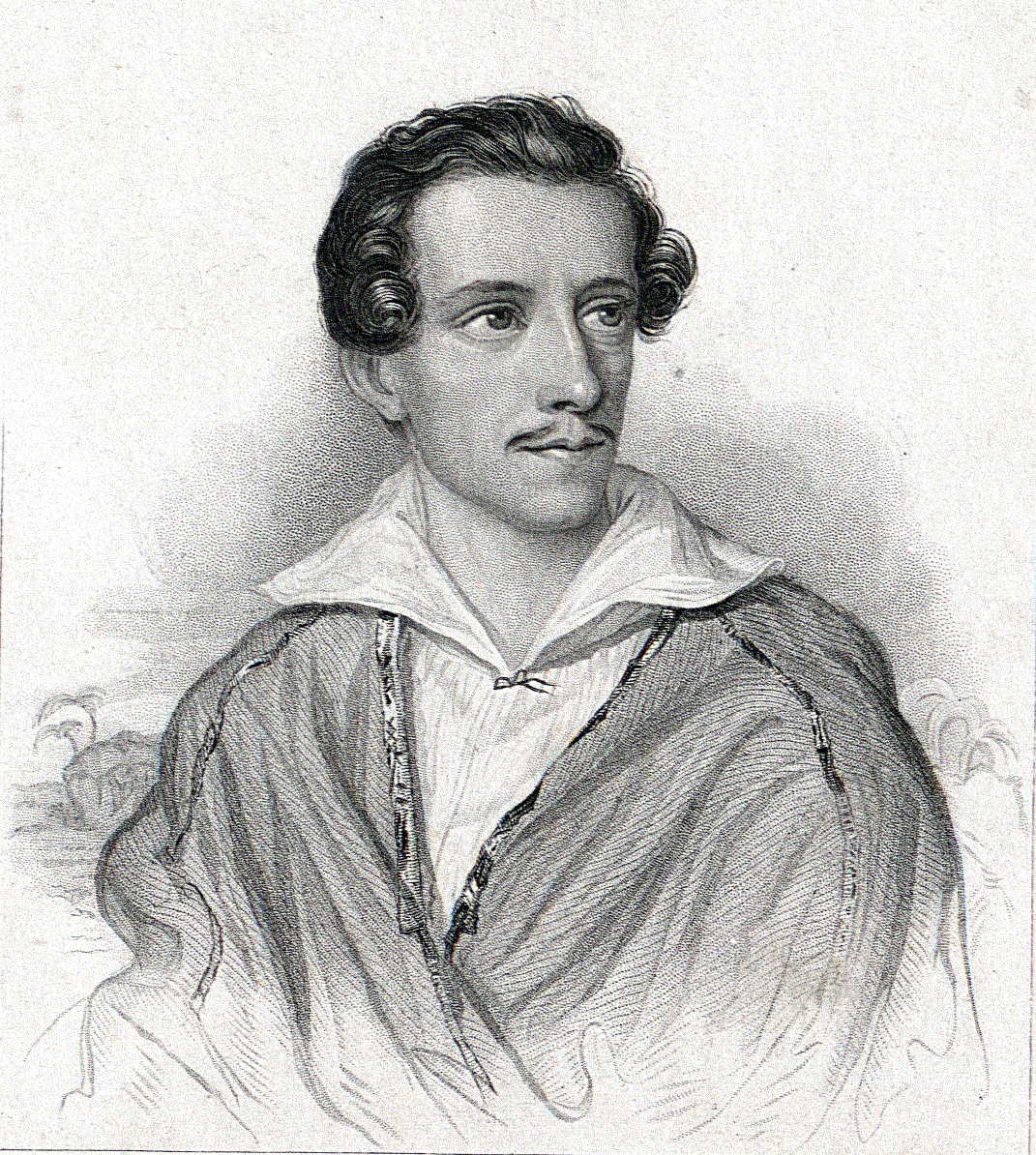
Juliusz Słowacki
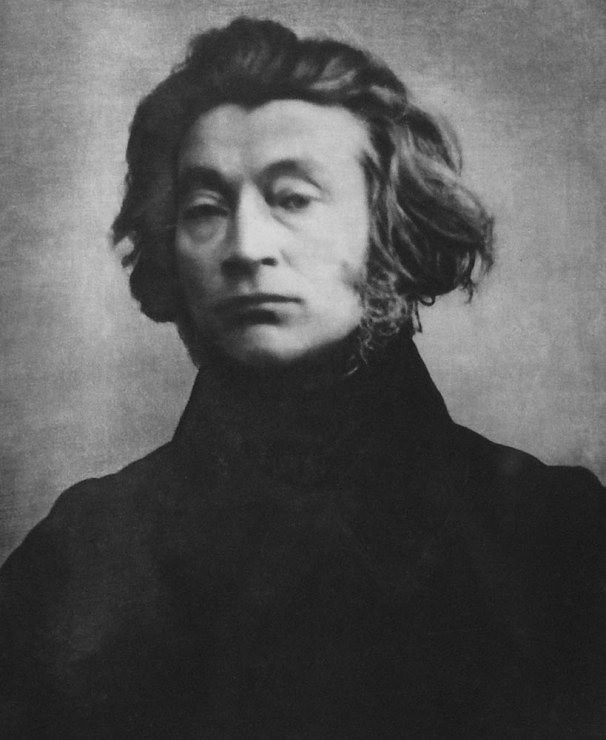
Adam Mickiewicz
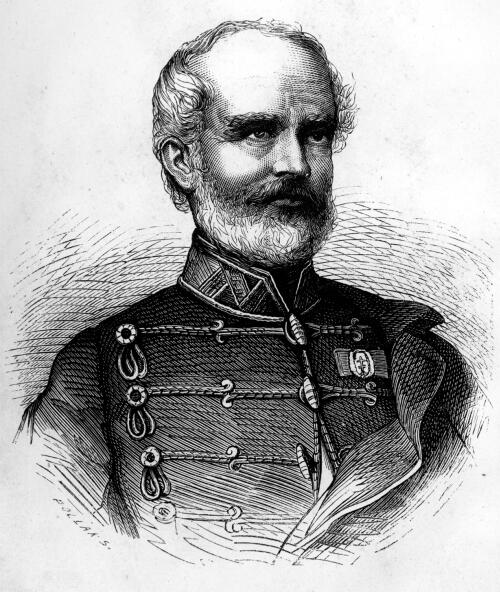
Józef Bem
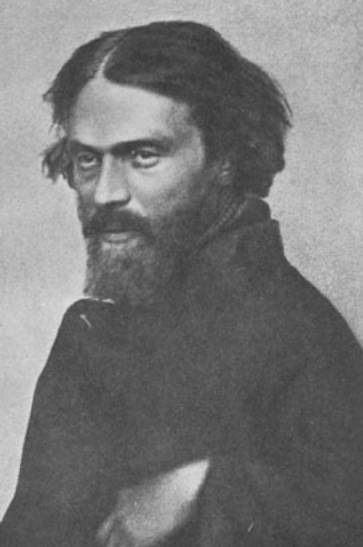
Cyprian Kamil Norwid
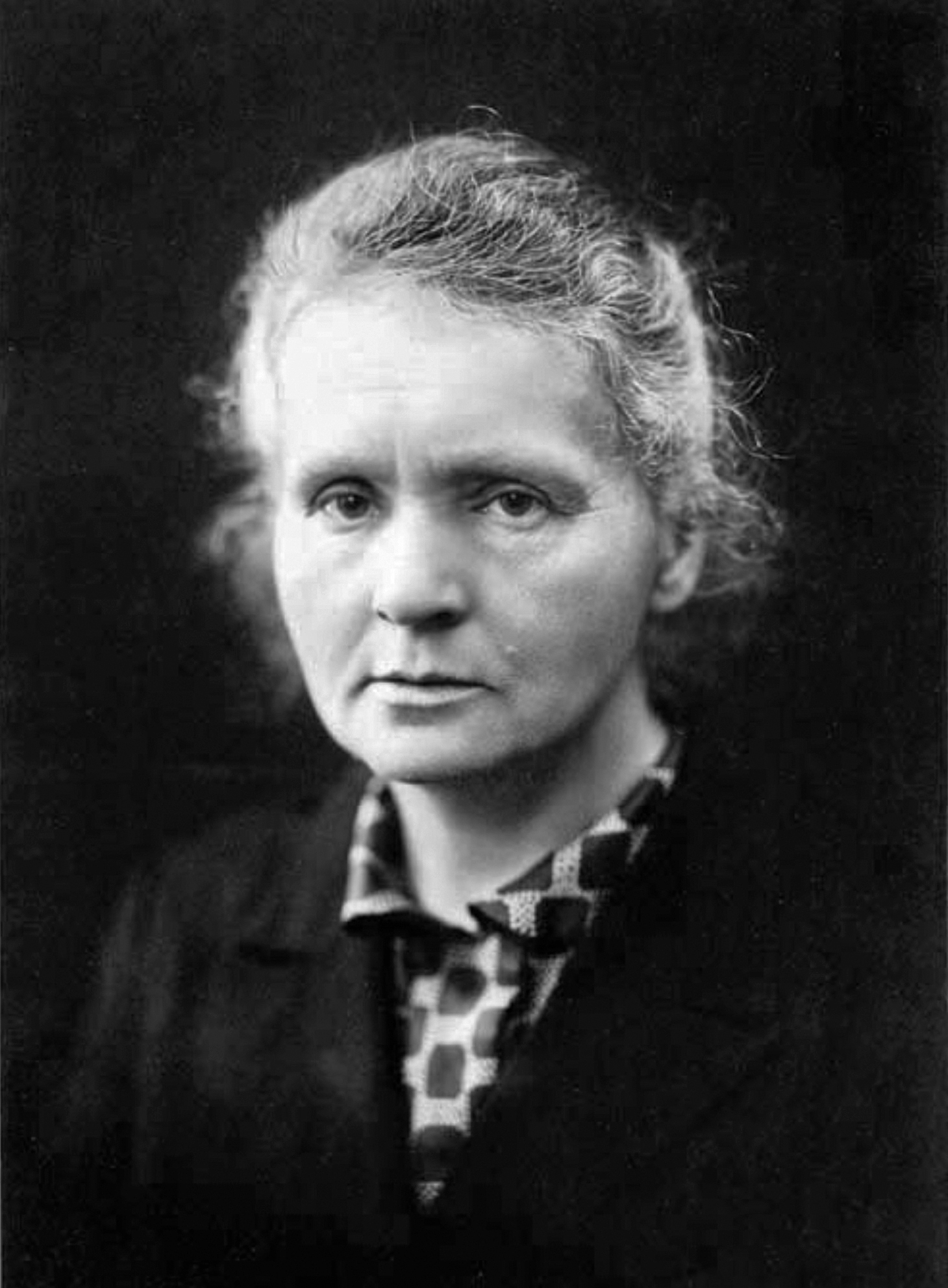
Maria Skłodowska-Curie

### po 1918 r.

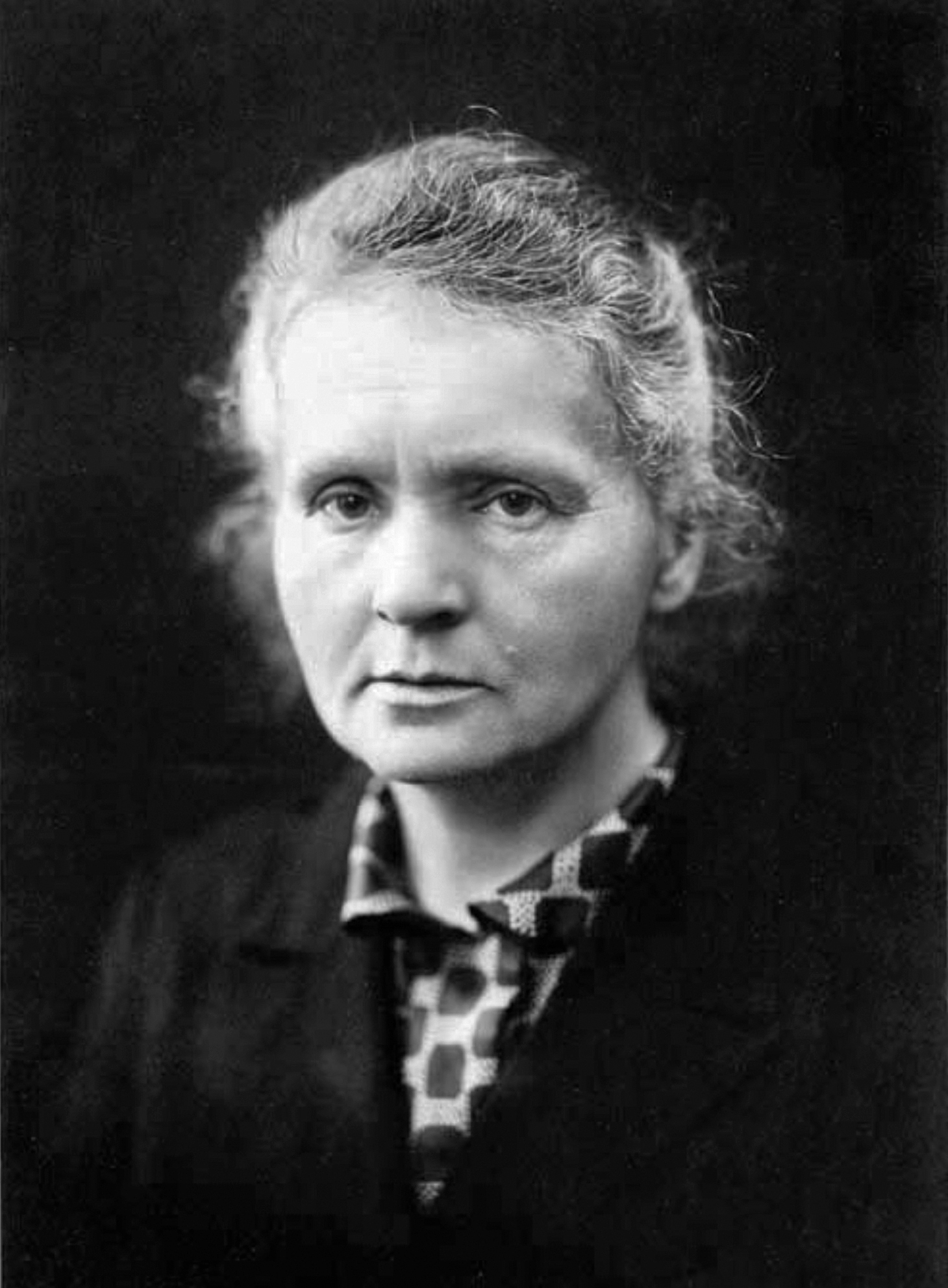
Maria Skłodowska-Curie
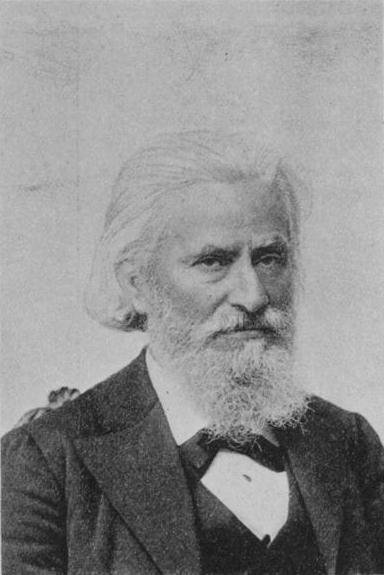
Władysław Mickiewicz
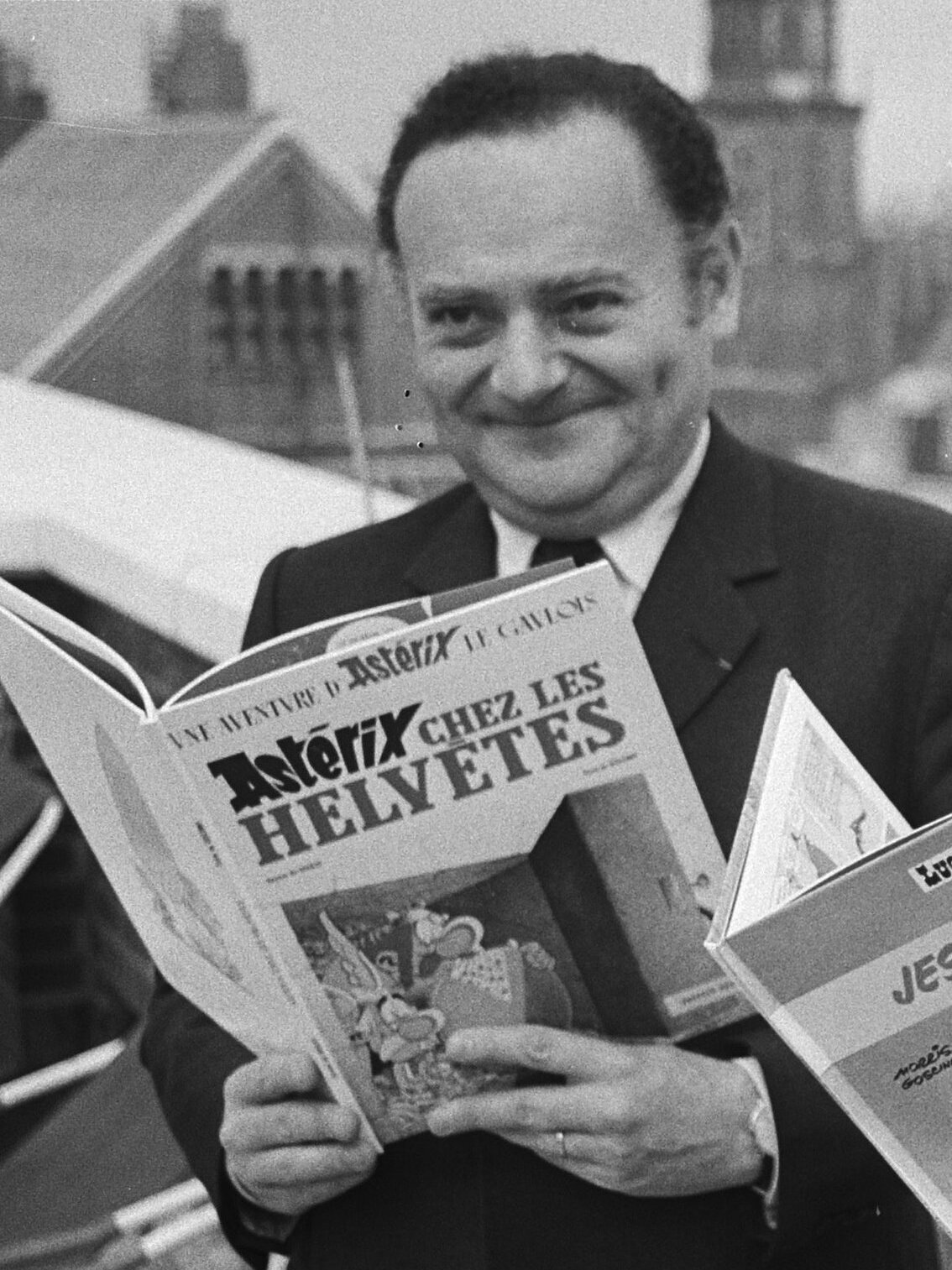
René Goscinny
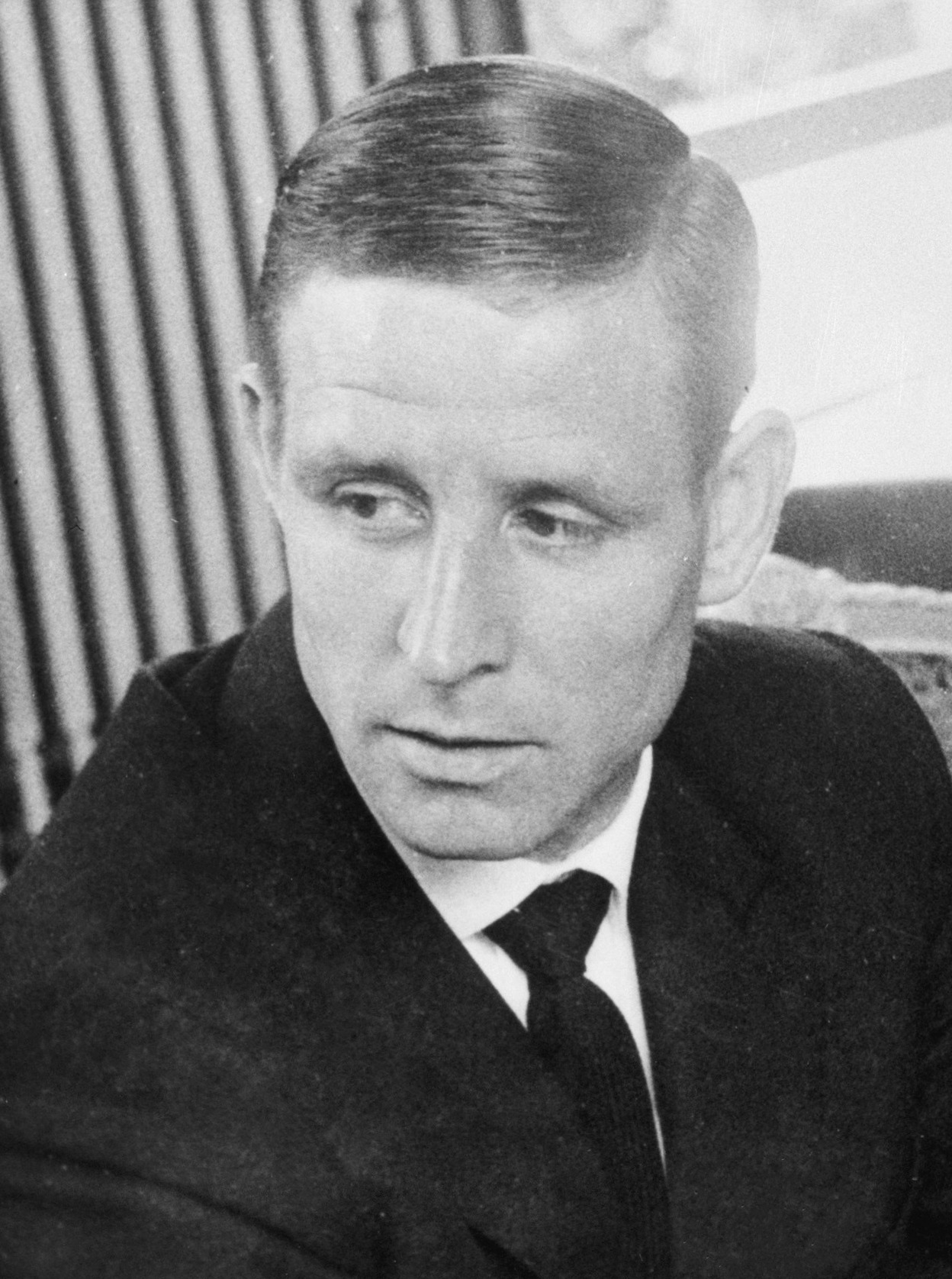
Raymond Kopa
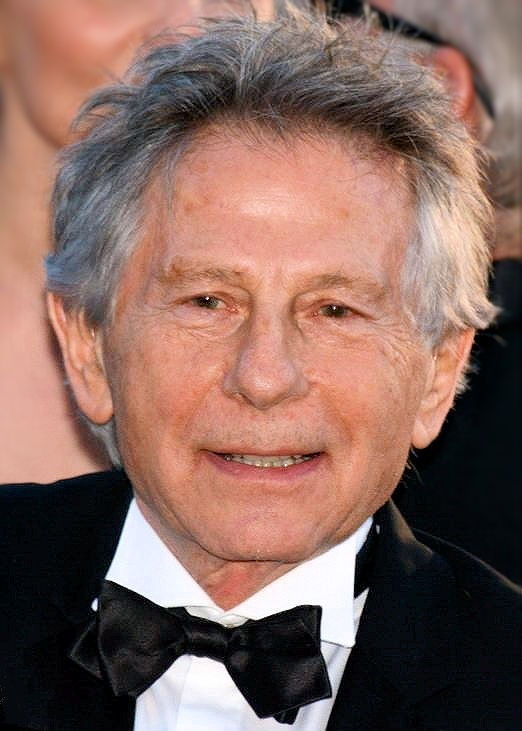
Roman Polański
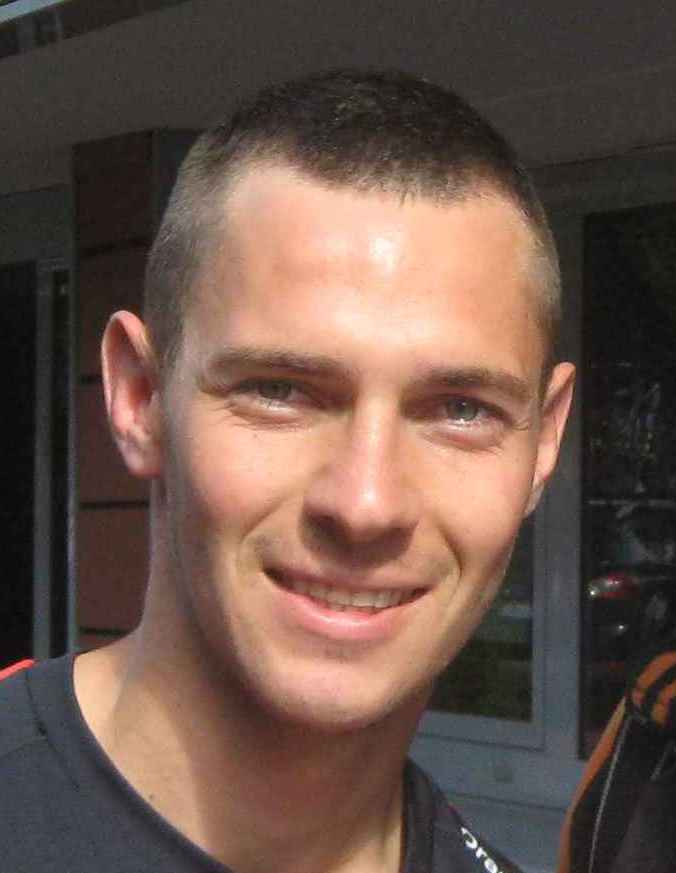
Ludovic Obraniak